# 小台停留場
小台停留場（日语：／ Odai teiryūjo */?）是位於東京都荒川區西尾久五丁目的東京都道306號王子千住夢之島線支線（補助90號線）上，屬於荒川線的停留場。
停留場名的「小台」是車站北側夾着隅田川對岸的足立區地名，以小台橋聯絡。而足立區小台設有日暮里-舍人線的足立小台站，但該停留場距離此站非常遙遠。

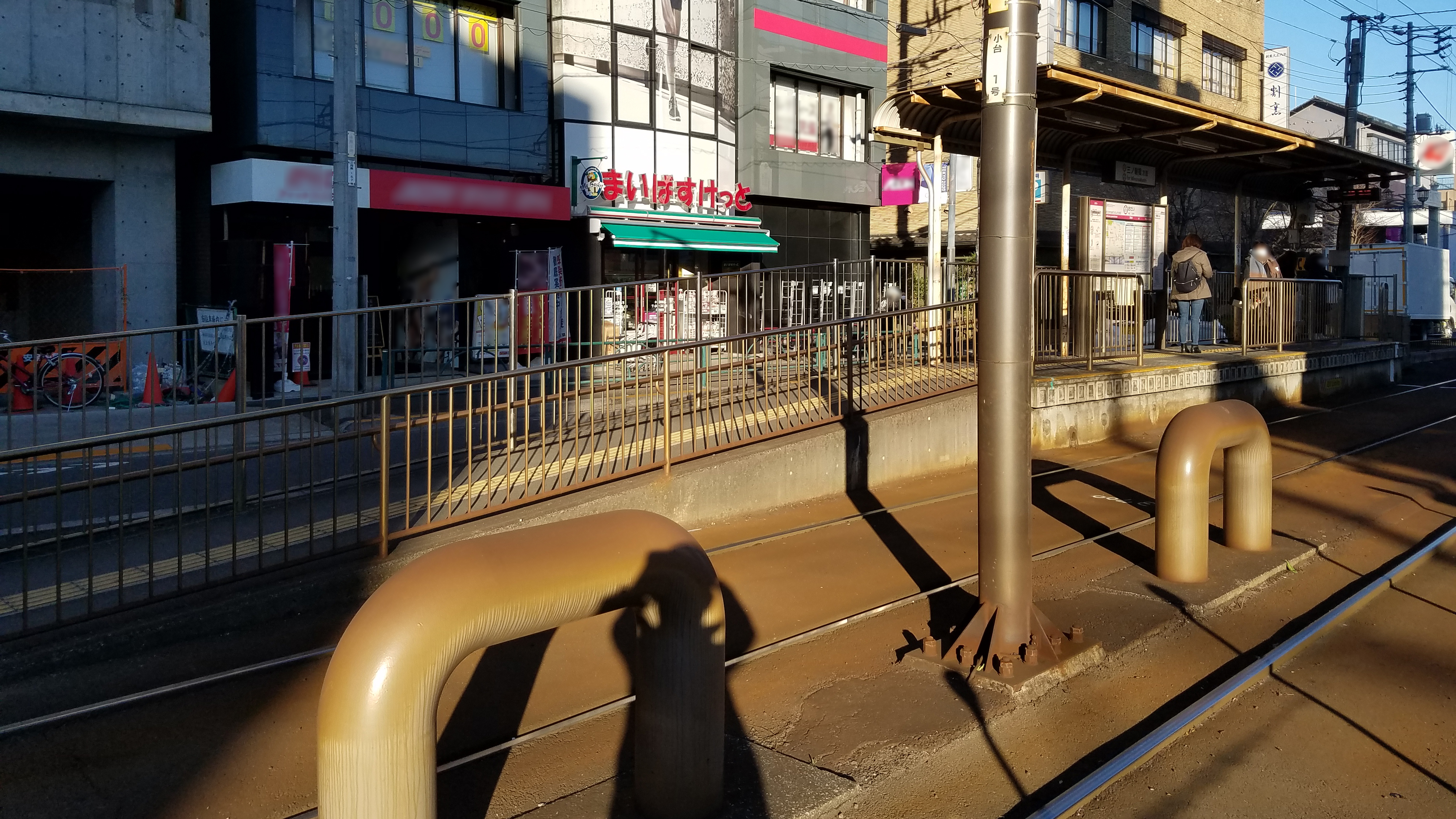
往三之輪橋方向的月台(2021年2月)

## 歷史
- 1913年（大正2年）4月1日：開業。

## 停留場構造
1[3504為對向式月台2面2線，上行月台位於道路上。
| 月台 | 路線                   | 方向 | 目的地                         |
| ---- | ---------------------- | ---- | ------------------------------ |
| 南側 | 都電荒川線（東京櫻電） | 上行 | 王子站前、大塚站前、早稻田方向 |
| 北側 | 都電荒川線（東京櫻電） | 下行 | 町屋站前、三之輪橋方向         |

## 可供轉乘的巴士路線

### 「小台」停留場（巴士停留場）
東43系統：荒川土手行、東京站丸之內北口行

## 相鄰車站
東京都交通局
 都電荒川線（東京櫻電）
荒川遊園地前（SA 12）－小台（SA 11）－宮之前（SA 10）

## 外部連結
- 小台停留場 （页面存档备份，存于） - 東京都交通局